# Antechinus godmani
Antechinus godmani é uma espécie de marsupial da família Dasyuridae. Endêmica da Austrália.
- Nome Científico: Antechinus godmani (Thomas, 1923)
- Sinônimo do nome científico da espécie: Phascogale godmani;

## Características
O Antechinus godmani tem uma cor marrom escura, com os pelos da barriga cinza, olhos pequenos, está entre as maiores espécies de Antechinus, mede cerca de 9–16 cm de comprimento e a cauda 8–15 cm, pesa cerca de 55-125 gramas;. A espécie tem a cauda quase sem pelos;
Foi descrita pela primeira vez em 1923 por O. Thomas, por muitos anos foi considerado como uma subespécie de Antechinus flavipes;

## Hábitos alimentares
Alimenta-se principalmente de invertebrados, ovos, nectar e, por vezes, pequenos vertebrados.

## Características de reprodução
A época de acasalamento é de julho a agosto, após o qual todos os machos morrem, as fêmeas possuem 6 tetas;

## Habitat
Habita a região de floresta entre o Monte Bellenden Ker e Cardwell, no nordeste de Queensland;

## Distribuição Geográfica
Artheton, Nordeste de Queensland;